# 鬼斬
『鬼斬』（おにぎり）は、株式会社サイバーステップが開発・運営を行っている基本無料（アイテム課金）MMORPG。

## 概要
元々はマルチプレイヤーオンラインバトルアリーナ『鬼斬パンデモニウム』として2013年2月頃に初公開され、同年サービス開始予定だったが開始されずティザーサイトとムービーが削除された。これが作り直されたのが本作である。

## 登場人物
静御前（しずか ごぜん）
声 - 桐村まり、鈴木愛奈（百鬼夜行、テレビアニメ）
4月8日生 O型 158cm B85 W56 H83
奥義 - 天矢の誅罰
江戸に大きなお屋敷を持つ、将軍家のお姫様。小さい頃からお姫様として厳しく躾けられた結果、家出娘に。常にポジティブな発言で場を和ませる。
義経（よしつね）
声 - 伊藤絵美、松井恵理子（百鬼夜行、テレビアニメ）
9月18日生 A型 158cm B77 W55 H79
奥義 - 翠嵐破衝突
ミロク
声 - 桑原基
茨木童子（いばらき どうじ）
声 - 本田愛美、三森すずこ（テレビアニメ）
2月3日生 B型 177cm B98 W62 H91
奥義 - インフェルノグレイブ
珍しい仕事である“流れの居酒屋”をやっている女性。ビキニのようなかなり露出度の高い姿をしている。その容姿からよく猫（の妖怪など）と間違われるがその名の通り鬼であり、耳に見える部分は角であるらしい。
武器は猫の手を模した太刀だが、公式イラストでは剣の二刀流となっており、テレビアニメでは片刃の巨大斧となっている。
モバイル版では露出を抑えた姿に変更されている。
モモタロウ
声 - 大塚智則
かぐや
声 - 野田あゆ美、橘田いずみ（テレビアニメ）
8月15日生 AB型 160cm B90 W57 H80
奥義 - 破滅の光芒
スサノオ
声 - 西原翔吾
あまてらす
声 - 石原舞、原奈津子（テレビアニメ）
1月1日生 A型 142cm Bxx W52 Hxx
奥義 - 幻惑セシ墜チタ光
ヴェロニカ・ワシーリエヴナヴォイニーツカヤ
声 - 中島由貴（テレビアニメ）
テレビアニメオリジナルキャラクター。
うずめ
声 - 中根もにゃ（テレビアニメ）
テレビアニメオリジナルキャラクター。
茨木童子にも引けを取らない露出度の高い姿をしている。
サクラ
声 - 三森すずこ（テレビアニメ）
12月12日生 O型 157cm B84 W55 H83
奥義 - 紅蓮爆焔殺
キジムナー / 擬人化キジムナー
声 - 橘田いずみ、木下望（テレビアニメ）
ジン
12月18日生 AB型 174cm
奥義 - 霜天氷条の一閃
宮本武蔵
声 - 牧野紗耶香
猿飛佐助
声 - 向尾友梨奈
平賀源内
声 - 神梛めい
卑弥呼
声 - 比良聡美
ヴァルキリー
声 - 松井恵理子
徳川家康
声 - 間取かける
ゴッスマP（神笑社子）
声 - 平野妹
テレビアニメ第8話ゲスト。アイドル事務所“ゴッドスマイルカンパニー”プロデューサー。
ガー子
声 - 高森奈津美
モバイル版からのゲスト。ガーゴイルの擬人化。
ガゴ美
声 - 最上みゆう
ガーゴイル（イメージのみ擬人化）。
対神喰超弩級人型装甲 弁慶
テレビアニメ第12話登場の巨大ロボット。
メフィストフェレス
声 - 高森奈津美
テレビアニメ第13話ゲスト。モバイル版からのゲスト。
双竜戦艦
声 - 榎あづさ
テレビアニメ第13話ゲスト。モバイル版からのゲスト。
ルシファー
声 - 高本めぐみ
テレビアニメ第13話ゲスト。モバイル版からのゲスト。
サタン
テレビアニメ第13話ゲスト。モバイル版からのゲスト。
システム代理
テレビアニメ第13話ゲスト。

## 歴史
- 2013年2月5日 - 期間限定αテスト開始。
- 2013年5月21日 - 第2回αテスト開始[5]。
- 2013年8月14日 - クローズドβテスト開始[6]。
- 2013年12月5日 - オープンβテスト開始[7]。
- 2013年12月12日 - 正規サービス開始。
- 2014年2月22日 - PS4/One版配信開始。
- 2019年1月31日 - Switch版配信開始。
- 2019年3月29日 - Steam版配信開始。
- 2019年4月26日 - Vita版サービス終了。
- 2020年7月31日 - One版サービス終了。
- 2022年9月26日 - Switch版サービス終了。

## 海外展開
現地子会社にて展開されている。
- アメリカ - 2014年7月2日から正式サービス開始[8]
- 台湾 - 2014年7月4日から正式サービス開始[9]
- 韓国 - 2015年2月10日から正式サービス開始[10]-サービス終了
- ブラジル - 2015年2月26日から正式サービス開始[11]-サービス終了

## 派生ゲーム
『鬼斬 百鬼夜行』
オンラインアクションゲーム。略称「おにひゃく」。2015年11月13日にクローズドβテスト、2015年12月3日にオープンβテスト、2015年12月10日に正式サービス開始。2016年4月28日にサービス終了。なお、有料アイテムの返金・返品は規約により行われない。
『鬼斬 〜日本を旅するRPG〜』（iOS/Android版）
iOS/Android端末対応で配信されたRPG。サイバーステップとCUNICULUSとの共同開発。モバイル版オリジナルキャラクターとして、神喰いが女の子キャラとして登場する。2016年6月1日より事前登録開始、同年7月6日より正式サービス開始。約4か月後の2016年11月18日にサービス終了。
『鬼斬 HEROES』
スマホ向けMMORPG。2021年11月29日サービス開始、2022年8月31日サービス終了。
『鬼斬メタバース（Onigiri Metaverse）』
ブロックチェーンゲーム。2023年展開見込。

## Webアニメ
2013年12月1日、2014年6月12日・11月27日に公式サイトおよびYouTubeで配信の短編アニメ。全3話
スタッフ
- 監督・絵コンテ・編集 - ロマのフ比嘉
- 脚本 - 太田ぐいや
- キャラクターデザイン・作画監督 - 西尾公伯
- 音響監督 - 森田祐一
- アニメーション制作 - アハトアハト☆アニメーション
- 制作 - LMD

テーマソング「あの澄んだ空の先へ」
作詞 - ほたかける / 作曲 - 江口孝宏 / 歌 - またか涼

## テレビアニメ
2016年4月から6月までTOKYO MX・BSフジにて毎週木曜1時（水曜深夜）より5分枠の短編アニメとして放送。ナレーションは小西克幸が担当する。作中ではメタフィクションな台詞が多い。
2016年8月26日にBlu-ray（1枚組）がアース・スター エンターテイメントより発売された。

### スタッフ
- 原作 - サイバーステップ
- 監督 - 山本天志
- シリーズ構成 - 鴻野貴光
- キャラクターデザイン・総作画監督 - 伊部由起子
- プロップデザイン - 阿萬和俊
- 美術監督・美術設定 - 柴田聡
- 色彩設計 - 月舘順子
- 撮影監督 - 権田光一
- 編集 - 佐々木紘美
- 音楽 - やまだ豊、森いづみ
- 音楽制作 - ブシロードミュージック、ビーイング
- 音響監督 - 本田保則
- 音響制作 - 株式会社ザック・プロモーション
- アニメーションプロデューサー - 千葉真悟
- アニメーション制作 - ぴえろプラス
- 製作 - 鬼斬製作委員会

### 主題歌
オープニングテーマ「姫は乱気流☆御一行様」
作詞 - 藤林聖子 / 作曲・編曲 - 野崎心平 / 歌 - STARMARIE
回によっては挿入歌やエンディング曲として流れることもある。

### 各話リスト
| 話数     | サブタイトル | 脚本           | 絵コンテ | 演出     | 作画監督                 |
| -------- | ------------ | -------------- | -------- | -------- | ------------------------ |
| 第一話   | 鬼斬開幕     | 鴻野貴光       | 山本天志 | 山本天志 | 大竹紀子、富山大輔       |
| 第二話   | 魍魎跋扈     | 鴻野貴光       | 山本天志 | 山本天志 | 内原茂                   |
| 第三話   | 博多炎上     | 岡篤志         | 山本天志 | 村上貴之 | 村田俊治                 |
| 第四話   | 暗中飛躍     | あおしまたかし | 山本天志 | 山本天志 | 伊部由起子               |
| 第五話   | 比翼連理     | 鴻野貴光       | 山本天志 | 山本天志 | Kim Yoo Mi、Shin Hey Ran |
| 第六話   | 一番冨籤     | あおしまたかし | 山本天志 | 山本天志 | Lee Jong Kyung           |
| 第七話   | 酔生夢死     | 鴻野貴光       | 山本天志 | 村上貴之 | 村田俊治、伊部由起子     |
| 第八話   | 泡沫之夢     | 岡篤志         | 山本天志 | 山本天志 | 伊部由起子、山本天志     |
| 第九話   | 愛別離苦     | あおしまたかし | 山本天志 | 山本天志 | 大竹紀子                 |
| 第十話   | 夢幻泡影     | あおしまたかし | 新田靖成 | 山本天志 | Lee Jong Kyung           |
| 第十一話 | 竜闘虎争     | あおしまたかし | 山本天志 | 村上貴之 | 藤崎真吾                 |
| 第十二話 | 気焔万丈     | 岡篤志         | 山本天志 | -        | 船道愛子                 |
| 第十三話 | 鬼斬閉幕     | 鴻野貴光       | 山本天志 | 山本天志 | 伊部由起子               |

## 関連番組

### ニコニコ生放送
『かぐやのニコニコ生放送』は、2014年1月17日より2015年12月18日までニコニコ生放送サイバーステップちゃんねるで放送されたイベント生放送。パーソナリティは野田あゆ美。

### Webラジオ
『おにぎりラジオ 〜かぐやの電子瓦版〜』は音泉および響で2014年2月20日から2015年2月26日まで配信されていたWebラジオ。パーソナリティは野田あゆ美。『ラジオCD おにぎりラジオ 〜かぐやの電子瓦版〜 特別版』は2014年8月27日発売。
主なコーナー
- ちょwww、おまいの話、草不可避wwww！
- かぐやの知らないせか～い。
- かぐやのおにぎりcooking

### テレビ番組

#### おにぎりx仮面女子のツボ
『おにぎりx仮面女子のツボ』は、2014年4月5日から4月26日まで土曜1時 - 1時5分（金曜深夜）にTOKYO MXで放送されたアイドルバラエティ番組。ゲームイメージガールとなった仮面女子初の冠番組であったが、全4回で放送終了となった。出演はアリス十番から森カノン、桜雪、渡辺まあり、スチームガールズから神谷えりな、アーマーガールズから伊藤みう（当時）。テーマソングは「大冒険☆」

#### おにぎりTV
『おにぎりTV』は、上記番組終了に伴い同枠のTOKYO MXで放送されたゲーム情報を伝える情報バラエティ番組。2014年5月3日から6月27日まで第1クールを放送し、以降再放送を跨いで9月6日から9月27日まで第2クールを放送。全13回。番組MCは、静御前(声 - 桐村まり)、かぐや(声 - 野田あゆ美)。
| 話数 | 放送日        | キャラクターファイル | 妖怪図鑑            |
| ---- | ------------- | -------------------- | ------------------- |
| 1    | 2014年 5月3日 | 静御前               | 鬱だるま            |
| 2    | 5月10日       | 義経                 | 骸骨                |
| 3    | 5月17日       | ミロク               | ぬまのべとべと      |
| 4    | 5月24日       | 茨木童子             | 雁首                |
| 5    | 5月31日       | モモタロウ           | 反魂武者            |
| 6    | 6月7日        | かぐや               | 灯合鬼              |
| 7    | 6月14日       | スサノオ             | 河童                |
| 8    | 6月21日       | あまてらす           | 雨蛙                |
| 9    | 6月28日       | プレイヤー           | 朱の盤              |
| 10   | 9月6日        |                      | 蟹坊主 提灯お化け   |
| 11   | 9月13日       |                      | ぬりかべ 蝦蟇       |
| 12   | 9月20日       |                      | 大百足 油すまし     |
| 13   | 9月27日       |                      | ぬっぺっぽう 化け猫 |

## 漫画
コミック・ダンガンより2013年10月から2016年1月にかけて配信のWebコミック。原作サイバーステップ、漫画ほのじ。単行本は1巻のみがホビージャパンより発売。7話以降が単行本未収録だったが、株式会社ダンガンにより電子書籍化され、全3巻（全19話）が発売。
- ほのじ（漫画）、サイバーステップ（原作）『鬼斬』ホビージャパン〈ダンガンコミック〉、既刊1巻（未完）
  1. 2014年3月27日発行、ISBN 978-4798607726
- ほのじ（漫画）、サイバーステップ（原作）『鬼斬』ダンガン〈ダンガンコミック〉、全3巻
  1. 2016年7月11日発売、ASIN B01IBPITNA
  2. 2016年7月11日発売、ASIN B01IBPIUKC
  3. 2016年7月11日発売、ASIN B01IBPJ37G

『鬼斬ZAN』はワニブックス月刊コミックガム2015年4月号より2015年7月号（休刊）まで連載、休刊後は同誌Web版で継続し、2016年2月まで全6話（通算全19話）で完結。原作サイバーステップ、漫画ほのじ。鬼ヶ島に住む少年・善鬼を中心とした面々による、魔物「神喰い」の討伐の旅が描かれていく。なお、その前日譚がコミック・ダンガン版のコミカライズである。

## 舞台

### 舞台 鬼斬
『舞台 鬼斬』は、2014年12月18日から12月23日まで、タンバリンステージにより新宿村LIVEで全10回公演された舞台版。
キャスト
- 迅 - 服部翼
- オッペンハイマー - 磯貝龍虎
- 静御前 - フォンチー
- ミロク - 緑川睦
- バサラ - 末野卓磨
- 義経 - 中塚智実
- 茨木童子 - 坂田しおり
- スサノオ - 市原朋彦
- モモタロウ - 新田健太
- かぐや - 加藤智子
- 近松門左衛門 - 永石匠
- あまてらす - 安島萌
- 平忠光 - 岩尾隆明
- 平景清 - 鷹松宏一
- クマソタケル - 西原翔吾
- うずめ - 安藤彩華（ASSH）
- ヴェロニカ - 小栗諒（ASSH）
- 大樹 - 宮本優也
- 瓶太郎 - 吉田武揚
- 佐々木 - 清水大聖
- 剛力 - 山崎玲央
- つちださゆり
- 成瀬隆典
- 安孫子直哉
- 大井克弘
- 酒吞童子 - ロア健治
- ご隠居 - 大塚智則（声）

スタッフ
- 原作 - 「鬼斬」（サイバーステップ）
- 脚色・演出 - まつだ壱岱
- 脚本 - 麻草郁
- 主題歌 - ロア健治
- 舞台美術 - 壺阪英理佳、仁平祐也
- 音響 - 牛若実（UC-WORKER）
- 照明 - 村山寛和、新里翼、中川美樹（マーキュリー）
- 舞台監督 - 住知三郎
- 演出部 - 高島紀彦（ASSH）・垰田悠
- 殺陣指導 - 岩尾隆明
- 殺陣効果音 - 山本美智子
- 振付 - 永石匠
- 演出助手 - すずきぺこ
- 映像 - 浦島啓（colore）
- 映像制作 - 吉川マッハスペシャル
- 映像オペレーション - 垰田悠
- 衣装 - 川名飛雄馬
- 宣伝美術 - サイバーステップ
- パンフレットデザイン - 李亞琦
- 物販スチール - 関根勝正
- ヘアメイク - 西村裕司、杉田智子、太田夢子（earch）
- 小道具 - ヒロヤ（ASSH）、垰田悠
- 制作 - 新井真理子

### 鬼斬 -the Powerful Performance-
『鬼斬 -the Powerful Performance-』は2016年11月23日から11月27日まで、LIVEDOGの企画制作でシアターサンホールで全9回公演された舞台版第2弾。キャストは前作よりも一新。
キャスト
- 迅 - 鵜飼主水
- さくら - 高橋胡桃
- 静御前 - 八坂沙織
- 義経 - 栗生みな
- ミロク - 二平壮悟
- モモタロウ - 末野卓磨
- かぐや - 舞川みやこ
- 茨木童子 - 藍菜
- あまてらす - 最上みゆう
- スサノオ - 五十嵐啓輔
- オッペンハイマー - 室龍規
- うずめ - 安藤彩華(ASSH)
- バサラ - 小栗諒(ASSH)
- ヴェロニカ - 古畑恵介
- キスケ - 永吉明日香
- ジャミ - 岩佐祐樹
- シュバルツ博士 - 高木聡一朗
- 鞍馬天狗 - 管本いくみ
- ジークフリート - 田中宏輝
- ヴァルキリー - 持田千妃来
- 三つ目すまし - 福田健人
- じんべぇ - 森圭佑
- ダルマ - 小林友祐
- アンサンブル - 成瀬隆典、田嶋悠里、神代よしき、宮崎加奈子、此処なつ

スタッフ
- 原作・脚本 - サイバーステップ株式会社
- 脚色・演出 - 松多壱岱
- 舞台美術 - 照井旅詩
- 舞台監督 - 伊藤智史
- 照明 - 村山寛和 (マーキュリー)
- 音響 - 牛若実 (UC-WORKER)
- アクションサンプラ - 荒井裕実
- 演出助手 - 高島紀彦・長縄莉穂
- 衣装 - 沼崎和真(Revelten)
- 小道具 - ヒロヤ(ASSH)
- ヘアメイク - 川村和枝（p.bird）
- ヘアメイクスタッフ - 鈴木真育・望月香織
- 映像制作 - 曾根久光（co:jin projects）
- 殺陣指導 - 鵜飼主水
- 振付 - 松本稽古
- フォトグラファー - 渡辺慎一
- 宣伝美術 - 森田悠介 (TWELVE NINE)
- 票券 - 遠藤いづみ・高橋ゆうき・済賀未央（TEAM#BISCO）

### 鬼斬 ZERO
『鬼斬 ZERO』は2017年11月22日から2017年11月26日まで、LIVEDOGの企画制作でシアターサンモールで全9回公演された舞台版第3弾。物語の時系列はプロローグとなる序章である。
キャスト
- 迅 - 鵜飼主水
- モモタロウ - 沖野晃司
- 静御前 - 花奈澪
- 義経 - 栗生みな
- 聞仲 - 霜月紫
- 天邪鬼 - 永吉明日香
- ミロク - 五十嵐啓輔
- 茨木童子 - 橘花凛
- 妲己 - 咲良
- 鳳凰 - 藤澤希未
- オッペンハイマー - 新京孝行
- かぐや - 渡辺紗彩
- うずめ - 多部田瑞葉
- 猿神 - 芹沢ユウ
- バサラ - 黒貴
- 狛犬 - 松田浩毅
- 灯台鬼 - 篠宮穰祐
- 牛鬼 - 葵洋輔
- ヴェロニカ - 鈴木康洋
- サンヅィ - 最上みゆう
- ノイチ - 工藤美輝
- ハハ - とよたかなみ
- アンサンブル - 岩瀬晃太、吉岡臣、牧之内宏征、松田智晃、斉藤百恵、村田結香

スタッフ
- 原作 - サイバーステップ株式会社
- 脚本・演出 - 伊勢直弘
- 監修 - 松多壱岱
- 舞台美術 - 照井旅詩
- 舞台監督 - 高橋邦智・岩城杏梨 (るうと工房)
- 照明 - 田中徹 (テイク・ワン)
- 音響 - 牛若実 (UC-WORKER)
- 演出助手 - 丹治泰人
- 衣装 - 沼崎和真
- ヘアメイク - 川村和枝（p.bird）
- 映像制作 - 曾根久光（co:jin projects）
- 殺陣指導 - 鵜飼主水（ASSH）
- 振付 - 二階堂瞳子（革命アイドル暴走ちゃん）
- 小道具 - 刀屋壱
- 小道具協力 - ヒロヤ(ASSH)
- 映像送出 - 長縄莉穂（LIVEDOG）
- フォトグラファー - 渡辺慎一
- 宣伝美術 - 森田悠介
- 記録撮影 - 藤波大地 (Gives)
- 票券 - 黒田哲平 (Voyantroupe)

## 関連作品
『探偵オペラ ミルキィホームズ』
2014年6月12日から2015年5月28日までの期間限定で、コラボとしてシャロがNPCとして登場した。